# Internet-na-Caixa

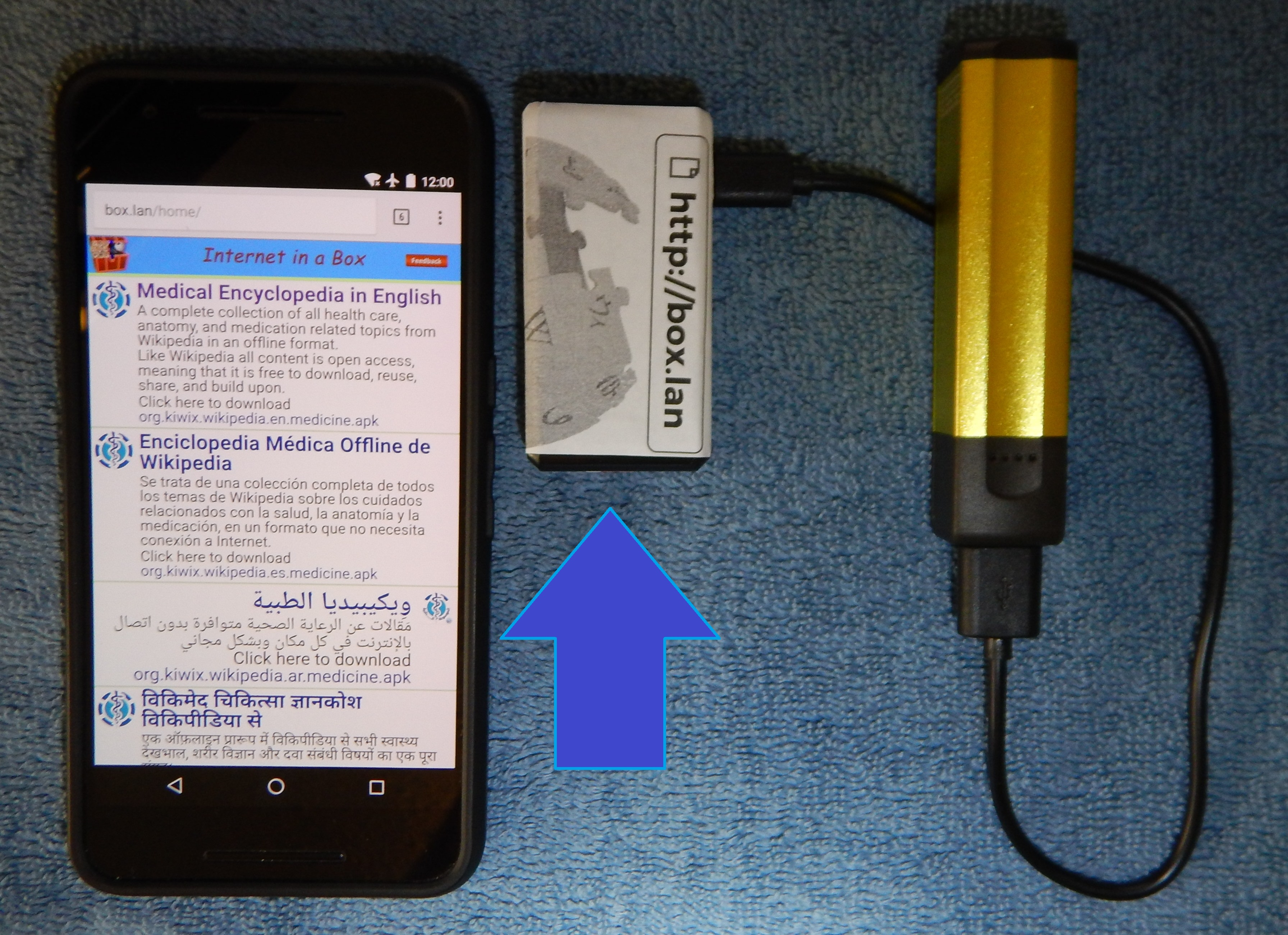
Kit do Internet-na-Caixa

Internet-in-a-Box é uma biblioteca digital de baixo custo, composta por um ponto de acesso sem fio com armazenamento, ao qual os usuários próximos podem se conectar.
Sua realização em hardware e software mudou desde 2012, à medida que a miniaturização do espaço de armazenamento e dos componentes eletrônicos progrediu. A partir de 2017, seu hardware pode consistir em um Raspberry Pi com um cartão de armazenamento substituível.
Em 2016, o Mestrado em Administração Pública em Práticas de Desenvolvimento, da Universidade de Columbia (MPA-DP) explorou o uso dessas caixas na República Dominicana por três meses.

## Biblioteca digital
A biblioteca digital é composta por vários módulos, que podem ser pré-instalados ou os usuários podem escolher quais instalar. Exemplos de módulos incluem Wikipédia em um idioma específico, Enciclopédia Médica da Wikipédia, Khan Academy Lite e OpenStreetMap. Outros conteúdos incluem Moodle, Nextcloud, MediaWiki, PhET (simulações interativas de matemática e ciências), TED Talks.

## História
O conceito surgiu do projeto de servidor escolar One Laptop per Child.

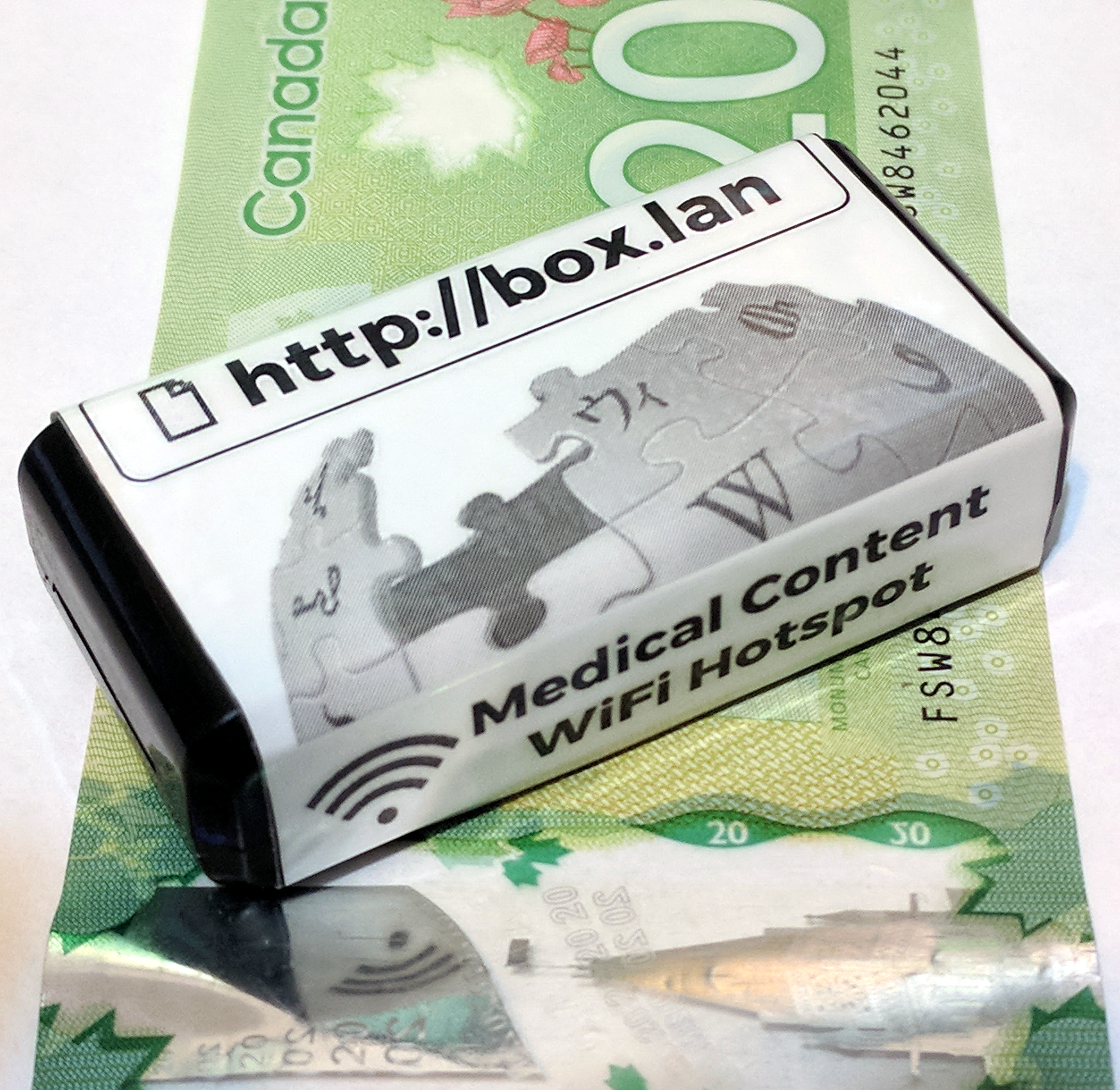
Versão 2017 do IIAB com conteúdo médico
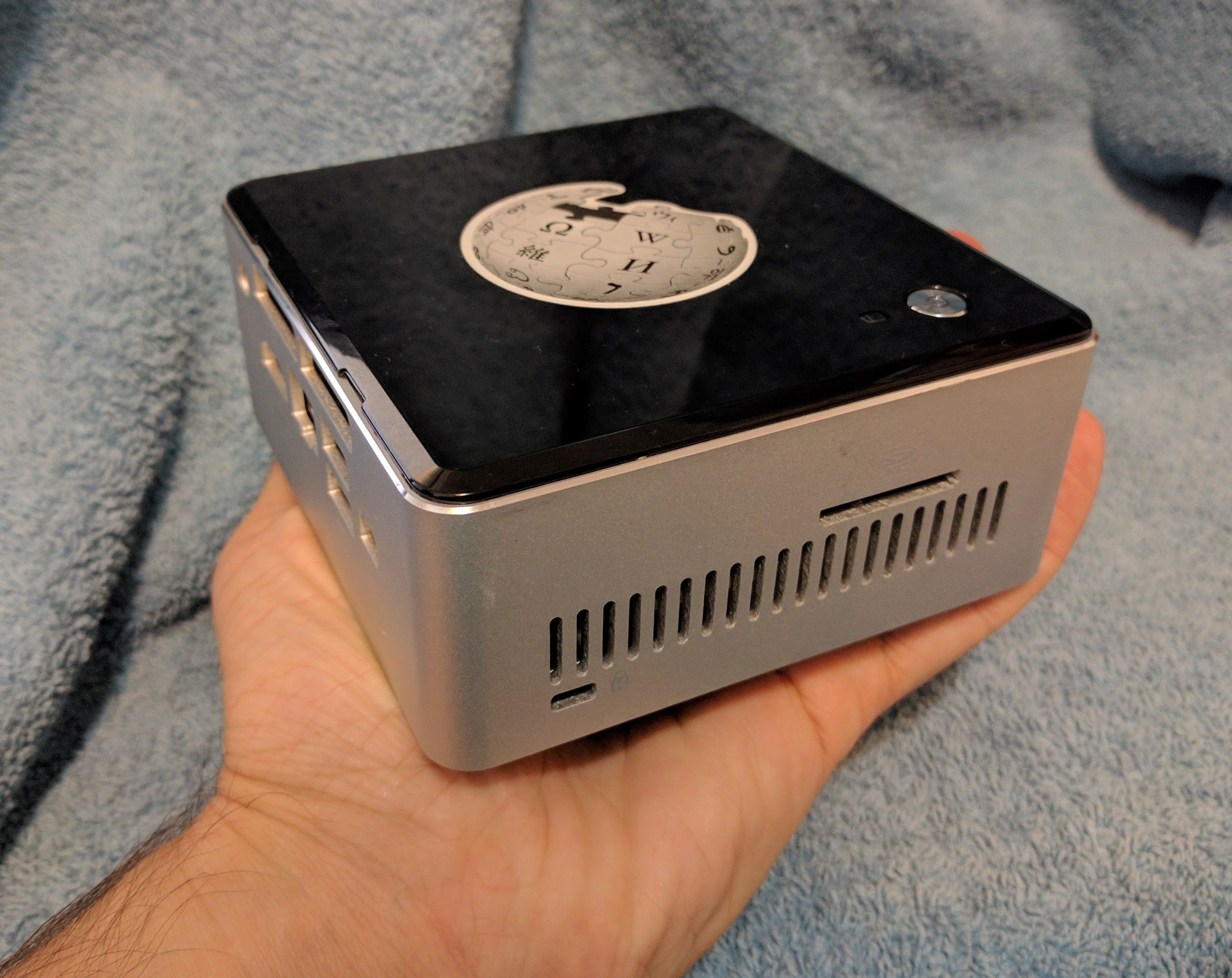
Uma versão offline antiga do conteúdo Wikimedia e do transmissor WiFi
- Vídeo com visão geral dos esforços na República Dominicana
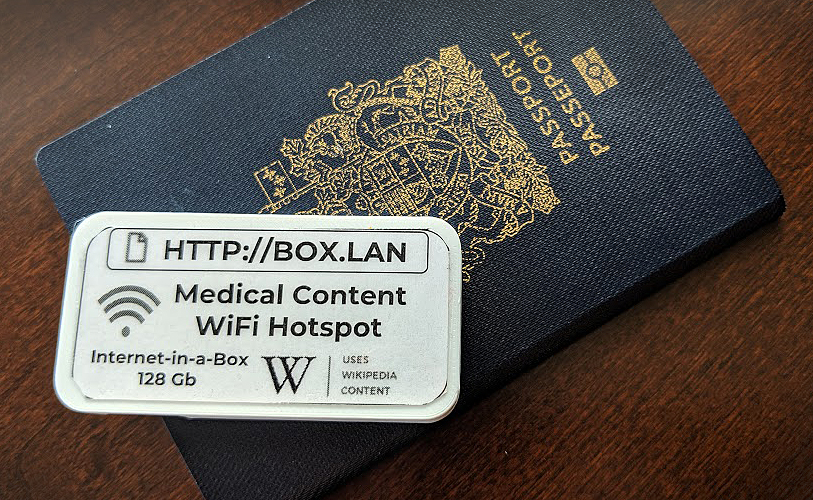
Internet-na-Caixa versão 2019 comparado a um passaporte
- Vídeo do IIAB no Peru em 2018